# Platyparea wolongata
Platyparea wolongata är en tvåvingeart som beskrevs av Wang 1993. Platyparea wolongata ingår i släktet Platyparea och familjen borrflugor.
Artens utbredningsområde är Sichuan (Kina). Inga underarter finns listade i Catalogue of Life.